# Hiko (Nevada)
Hiko es una pequeña comunidad (algunos dicen que es un pueblo fantasma) en la ruta estatal 318 de Nevada del Condado de Lincoln. En un tiempo Hiko fue la sede del condado y unos pocos de lugareños vivían cerca, debido principalmente a las minas de plata que había en la región. Hoy en día, el paraje es una zona agrícola y ganadera, y no queda mucho de la vieja ciudad, excepto el cementerio, algunas ruinas de una fábrica y un comercio general.
Hiko y Crystal Springs proporcionan un gran suministro para las granjas y ranchos de Hiko. La comunidad agrícola de Hiko se encuentra en el extremo norte del Valle de Pahranagat y tiene una altitud de 1179 metros y su código postal es el 89017.